# Vuelo 4684 de Airlines PNG
El Vuelo 4684 de Airlines PNG (CG4682/TOK4684) era un vuelo de pasajeros nacional programado, operado por la aerolínea de Airlines PNG, que volaba desde el Aeropuerto Internacional de Jacksons en la capital de Papúa Nueva Guinea, Port Moresby, hasta el Aeropuerto de Kokoda en la Provincia de Oro, Papúa Nueva Guinea. El 11 de agosto de 2009, la aeronave que operaba el vuelo, un De Havilland Canada DHC-6-300 Twin Otter, se estrelló contra un bosque en el valle de Kokoda, un popular sitio de trekking en Papúa Nueva Guinea, mientras transportaba a 13 personas con mal tiempo. Las autoridades realizaron una operación de búsqueda y rescate y encontraron los restos del avión estrellado al día siguiente, 12 de agosto de 2009. El avión quedó pulverizado y los buscadores no encontraron señales de vida. La Agencia de Búsqueda y Rescate de Papúa Nueva Guinea anunció que todos los que iban a bordo murieron instantáneamente en el accidente.
La Comisión de Investigación de Accidentes (AIC) investigó la causa del accidente y publicó su informe final, concluyendo que el avión se estrelló debido a un error del piloto. El avión se desvió de su ruta de vuelo original y la referencia visual en Kokoda Gap quedó oscurecida por las nubes, lo que provocó que los pilotos no fueran conscientes de su proximidad con el suelo. El AIC clasificó el accidente como vuelo controlado contra el terreno.

## Pasajeros
El avión transportaba 11 pasajeros y 2 tripulantes. Entre los pasajeros se encontraban ocho turistas australianos que se dirigían a recorrer la pista de Kokoda, dos guías turísticos (uno australiano y otro de Papúa Nueva Guinea) de la compañía de viajes No Roads Expeditions y un turista japonés. Siete de los nueve pasajeros australianos a bordo procedían de Victoria y dos de Queensland. A bordo del vuelo se encontraba el guía turístico a tiempo parcial Matthew Leonard, hijo del inspector de policía de Australia Occidental, Bill Leonard.
| Nacionalidad       | Pasajeros | Tripulación | Total |
| ------------------ | --------- | ----------- | ----- |
| Australia          | 9         | 0           | 9     |
| Papúa Nueva Guinea | 1         | 2           | 3     |
| Japón              | 1         | 0           | 1     |
| Total              | 11        | 2           | 13    |

El Capitán era Jannie Moala de Papúa Nueva Guinea. Acumuló 2.177 horas de vuelo de las cuales 1.836 fueron en el Twin Otter. AIC no encontró evidencia de que Airlines PNG la hubiera capacitado para el Sistema de Posicionamiento Global (GPS). Sin embargo, los registros de capacitación proporcionados por el operador mostraron que los elementos identificados dentro del programa de capacitación del operador que incluían la introducción y el uso del GPS para la navegación en ruta habían sido marcados por el capitán de capacitación como completos. El operador no proporcionó evidencia sobre el alcance de esa capacitación o el nivel de comprensión alcanzado por Moala. El operador declaró que aproximadamente en el momento del accidente, se estaba introduciendo un paquete de capacitación de GPS específico para realizar aproximaciones de no precisión con GPS.

## Avión
La aeronave involucrada en el accidente era un De Havilland Canada Twin Otter, registrado en Papúa Nueva Guinea como P2-MCB. Tiene un número de serie de PCE-PG0073. La aeronave estaba configurada para transportar 19 pasajeros y dos tripulantes, y tenía un peso máximo al despegue de 5.670 kg. La aeronave estaba equipada con el equipo necesario para el vuelo IFR con dos pilotos, pero no se instaló un sistema de piloto automático en la aeronave. La aeronave había acumulado un total de 46,700 horas de vuelo.: 9–10 

## Vuelo

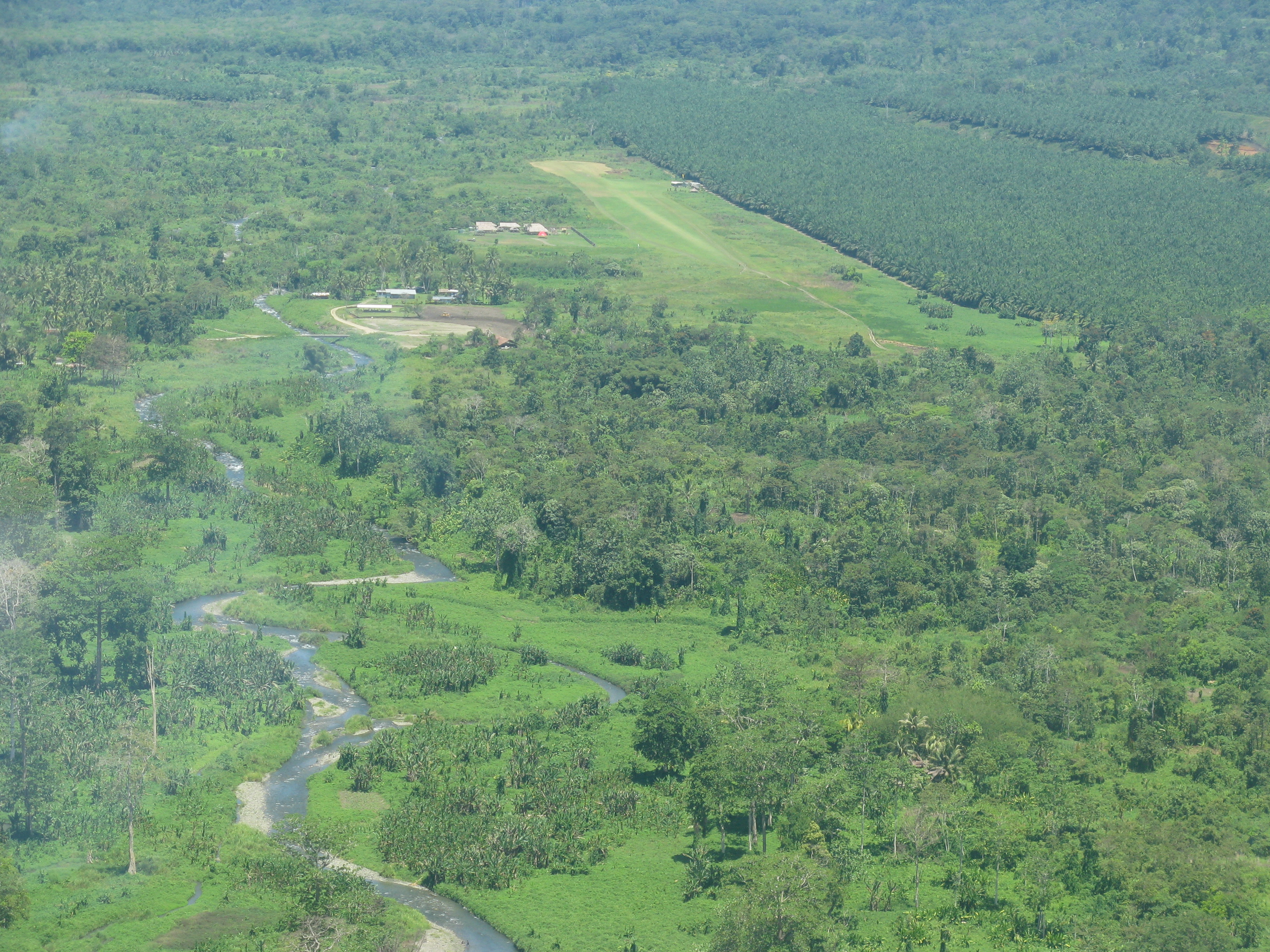
Pista de aterrizaje de Kokoda, el aeropuerto de destino, fotografiado en 2008

La aeronave partió del Aeropuerto Internacional de Jacksons a las 10:50 a. m. hora local e informó a la torre de Jacksons que estaban subiendo 9.000 pies a Kokoda a través de Kokoda Gap, con una hora estimada de llegada a las 11:20 a. m.. A las 11:11 a. m., mientras se dirigía a Kokoda y descendía en Kokoda Gap, la tripulación del vuelo 4684 conversó con la tripulación de un avión, registrado como P2-KST, que despegaba de Kokoda. No hubo ni un solo indicio de que las tripulaciones del vuelo 4684 tuvieran algún problema con su aeronave. Dentro de la grabación de ATC, se escuchó a la tripulación decir "Muchas gracias, buenos días". Esta fue la última comunicación del Vuelo 4684.
Testigos en el pueblo de Isurava declararon que observaron un avión que volaba bajo sobre el pueblo aproximadamente a la hora estimada del accidente. Testigos en el pueblo cercano de Misima declararon que escucharon un avión volar cerca de su pueblo pero que no podían ver el avión, ya que el área estaba cubierta por nubes. Informaron que poco después hubo un fuerte estruendo sobre su aldea y el sonido de la aeronave cesó. El ATC de Puerto Moresby luego perdió contacto con el vuelo 4684.
El ATC de Puerto Moresby luego trató de comunicarse con el vuelo 4684, e incluso solicitó que las aeronaves cercanas en el área se comunicaran con el avión. Sin embargo, no hubo respuesta del vuelo 4684. Luego le preguntaron a P2-MCD, un avión de Airlines PNG que partía de Efogi, si el vuelo 4684 había aterrizado en Kokoda. Las tripulaciones de P2-MCD luego declararon que P2-MCB no aterrizó en Kokoda. El ATC de Puerto Moresby luego declaró el estado del vuelo 4684 a ALERFA [aclaración requerida], y luego a DISTREFSA.
El equipo de búsqueda y rescate registró el área donde el vuelo 4684 había perdido contacto. Pero la operación de búsqueda y rescate se vio obstaculizada por el mal tiempo, la poca visibilidad y el terreno accidentado. El 12 de agosto de 2009, un avión Dornier del equipo de búsqueda y rescate detectó una señal ELT en el área de búsqueda. Posteriormente, un equipo de búsqueda y rescate encontró los restos del vuelo 4684. La aeronave quedó totalmente destruida. El equipo de búsqueda no detectó ninguna señal de vida en el lugar del accidente y anunció que nadie sobrevivió al accidente.